# Cala Cortina
La Cala Cortina es una playa perteneciente al término municipal de Cartagena, cercana a al puerto y a la ciudad, y situada en el barrio de Santa Lucía.

## Situación y servicios
Para acceder a ella desde la ciudad, se debe bordear el puerto por el barrio de Santa Lucía y atravesar un túnel. Este recorrido sirve de paseo turístico, ya que se puede contemplar el puerto natural rodeado de acantilados y montañas. El mirador que sirve de aparcamiento ofrece unas vistas de la cala y del mar Mediterráneo. Después de las últimas reformas, ofrece una zona de juegos para niños, un paseo marítimo, hamacas y sombrillas, además de un restaurante. En 2019, la playa fue seleccionada como la segunda mejor de España por los lectores de la revista de viajes de lujo y estilo de vida Condé Nast Traveler.
La playa es de arena, y a pocos metros del mar hay una isleta natural. En las zonas de rocas, y en los extremos de la playa, se practica la pesca y el buceo.

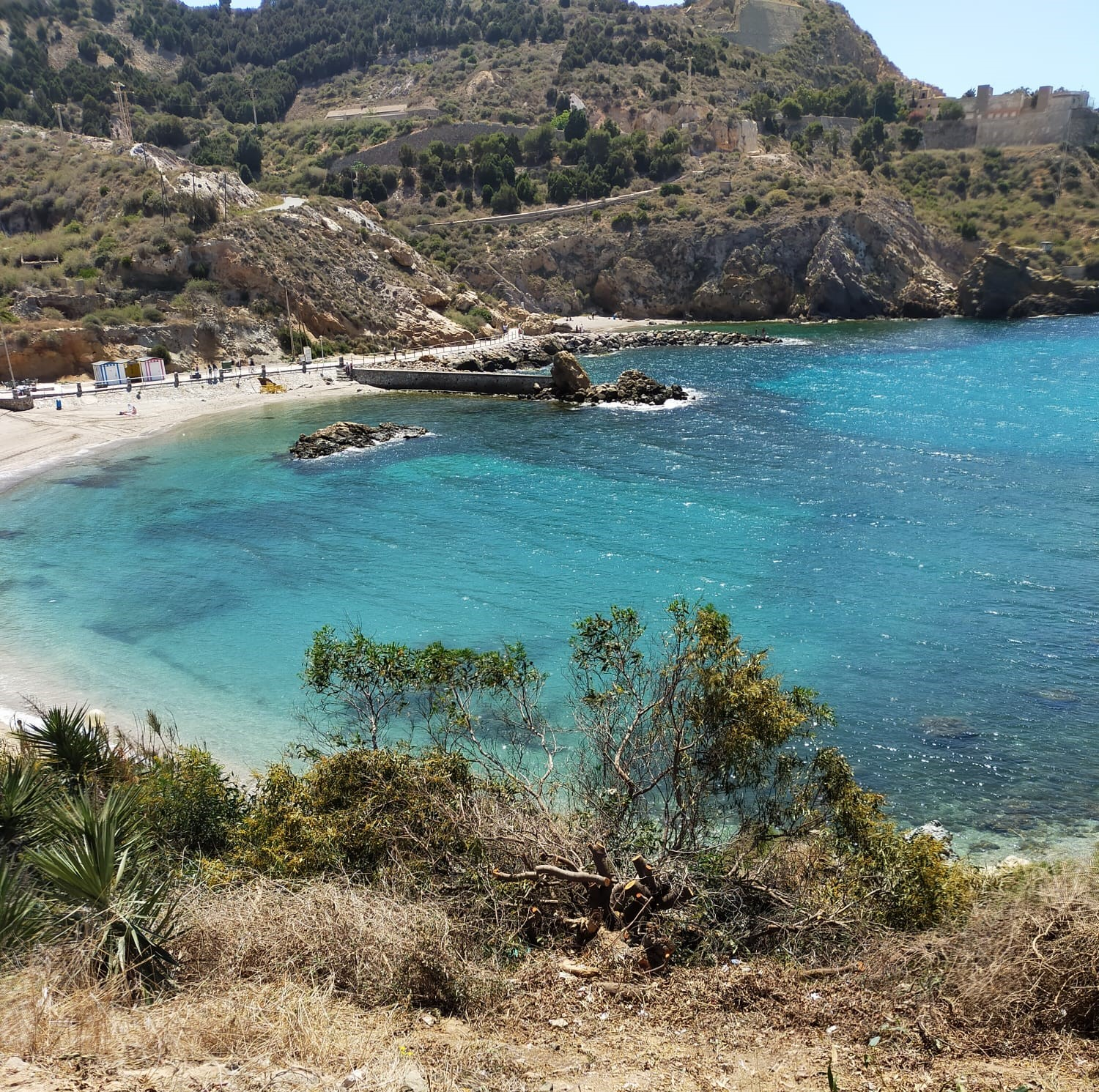
Playa de Cala Cortina, en Cartagena (España)

## Historia
Si bien las primeras obras de acondicionamiento fueron promovidas durante el mandato del alcalde José Antonio Alonso Conesa (1991-1995), no fue hasta abril de 1998, siendo regidora Pilar Barreiro, cuando se inició el programa de mejora de accesos y servicios que permitieron adecuar la playa para su uso por vecinos y turistas.
El 25 de marzo de 2014 fue hallado en la cala el cuerpo sin vida de Diego Pérez, víctima de un crimen por el que en 2017 fueron condenados cinco agentes del Cuerpo Nacional de Policía por los delitos de detención ilegal y homicidio imprudente.